# Bury North
La circonscription de Bury North est une circonscription située dans le Grand Manchester et représentée à la Chambre des communes du Parlement britannique.